# Nardus (trosamfund)
Nardus, eller Nardus-menighederne, er en samling kristne menigheder og grupper i Norge Sverige og Færøerne som udgør en slags pinsebevægelse. Bevægelsen  blev stiftet i begyndelsen af 1980'erne af nordmanden Torkild Terkelsen. Nardusmenighederne har omkring 300 medlemmer fordelt på 5-6 lokale forsamlinger samt et par mindre husgrupper.
Ordet nardus er oprindelig en gammel betegnelse for en gruppe vellugtende planter og salver som blandt andet er nævnt i Højsangen i Bibelen.
Nardus-menighederne driver lejren "Oggetun leirsted", 35 km nord for Kristiansand, som  arrangerer stævner og møder, og udgiver Nardus- bladet som har et oplag på 350 eksemplarer. 
Nardus-menighederne praktiserer tungetale, tydning og profeti, men tror ikke på Treenigheden og døber sine tilhængere alene i Jesu navn. Menighederne forkynder at Guds navn er Jesus, og at Faderen og Sønnen er 2 forskellige navne på samme person. Helligånden er Guds kraft. Nardus dyrker endvidere de såkaldte Prædestinationsdogmer (forudbestemmelse) og man hævder at den katolske kirke er Babylon den store skøge i Johannes' Åbenbaring. Videre hævder Nardus at de protestantiske kirkesamfund og organisationer er "skøgens døtre".
Bevægelsen værdsætter blandt andet at kvinder/piger har langt hår og kun klæder sig i kjoler. De godtager at fraskilte kan gifte sig igen og afviser de ti bud. Sex før ægteskabet acepteres til en vis grad, da de mener at det er "ånden" som afgør hvad der er rigtig eller forkert.
I de senere år har bevægelsen oplevet en betydelig afgang på grund af at mange enten frivilligt har forladt bevægelsen eller er blevet udstødt. 

## Ekstern henvisning
- Nardusmenighedernes hjemmeside

 Der er for få eller ingen kildehenvisninger i denne artikel, hvilket er et problem. Du kan hjælpe ved at angive troværdige kilder til de påstande, som fremføres i artiklen.